# Dumitru Betiu
Dumitru Betiu, född 1958, är en rumänsk kanotist.
Han tog bland annat VM-brons i C-2 500 meter i samband med sprintvärldsmästerskapen i kanotsport 1983 i Tammerfors.